# Pont Damia
Le pont Damia ou Damiya (جسر الدامية , romanisé :  Jisr ed-Damieh), connu sous le nom de pont du Prince Muhammad en Jordanie, et de pont Adam en Israël, est un pont historique qui traverse le Jourdain ; il relie le nord de la Cisjordanie - dans les territoires palestiniens occupés - et la ville de Damia (Jordanie) (en) dans le gouvernorat de Balqa en Jordanie.
Il se site côté palestinien à 15 km au nord de Jéricho.
Après 1991, les passagers ne peuvent plus l'emprunter. Il n'est plus utilisé que pour les marchandises transportées par camion entre la Cisjordanie et la Jordanie, jusqu'à sa fermeture par Israël en 2005, à la suite de la deuxième Intifada. Il ne reste plus pour les Palestiniens de Cisjordanie qu'une seule voie de sortie de leur territoire, le pont Allenby.
Depuis 2014, l'armée israélienne a inclus le côté palestinien du pont Damia dans une zone militaire fermée.

## Construction au XIIIe siècle
Le pont Damia est le plus ancien pont de la Vallée du Jourdain. Il aurait été construit en 1266 par le mamelouk Baybars dans le cadre de la guerre qu'il mène alors aux Croisés. Il devient d'ailleurs l'axe de circulation principal de Baybars.

## Histoire jusqu'en 1967
(septembre 2012).
Si vous disposez d'ouvrages ou d'articles de référence ou si vous connaissez des sites web de qualité traitant du thème abordé ici, merci de compléter l'article en donnant les références utiles à sa vérifiabilité et en les liant à la section « Notes et références ».
Le voyageur Merryl, qui traverse le pont Damia au XIXe siècle, décrit le « passage de Damiyan dans un état presque complet, hormis quelques morceaux tombés dans le lit du cours d'eau sec ». Konrad Tschick le mentionne lui aussi dans ses écrits au XIXe siècle.
Durant la Première Guerre mondiale, à l'automne 1918, le pont sert de passage à l'armée ottomane dans son assaut contre l'aile gauche (Nord) des forces britanniques, entrées en Jordanie par la vallée du Jourdain. Le 22 septembre 1918, la brigade néo-zélandaise de l'ANZAC s'en rend maîtresse.
Lors de la nuit des ponts, du 16 au 17 juin 1946, une unité du Palmach commandé par Yohanan Zariz et composée de 11 soldats dont deux femmes, sort de Tirat-Zvi en convoi composé d'un camion et d'un taxi. Le pont est saboté, mais au moment de l'explosion, le système fait défaut. L'officier britannique présent sur les lieux le lendemain se tuera dans sa tentative de désamorçage. Le pont Damia n'est alors plus empruntable.
Le pont est reconstruit sur le lieu par les Anglais, et par la suite traversé par la Légion arabe le 15 mai 1948, et par l'armée irakienne le 23 mai de la même année, durant la guerre israélo-arabe.
Jusqu'au 8 juin 1967, il demeure en territoire jordanien sous le nom du pont Amir Muhammad.

## Depuis 1967
L'occupation israélienne des territoires palestiniens dès 1967 met fin à la libre traversée du Jourdain pour les Palestiniens. Dès lors Israël permet aux Palestiniens d'utiliser deux ponts pour aller en Jordanie : le pont Damia, si le point de départ se situe dans le nord de la Cisjordanie ; le pont Allenby (appelé Pont du Roi Hussein en Jordanie), pour un point de départ dans le sud de la Cisjordanie.
La fermeture du pont par Israël en 2005 a entraîné une saturation de la circulation sur le pont Allenby et des pertes économiques importantes côté palestinien. Selon une estimation de la Banque mondiale en 2014, le contrôle israélien sur la zone C des territoires palestiniens, où se situe le pont, provoquera « une pertes économique de 3,4 milliards de dollars par an pour l'économie palestinienne», ce qui représente près de 35 % du produit intérieur brut palestinien en 2011.
De 1967 à 1970, durant la guerre d'usure, le pont Damia connaît plusieurs incidents armés.